# Chéchia

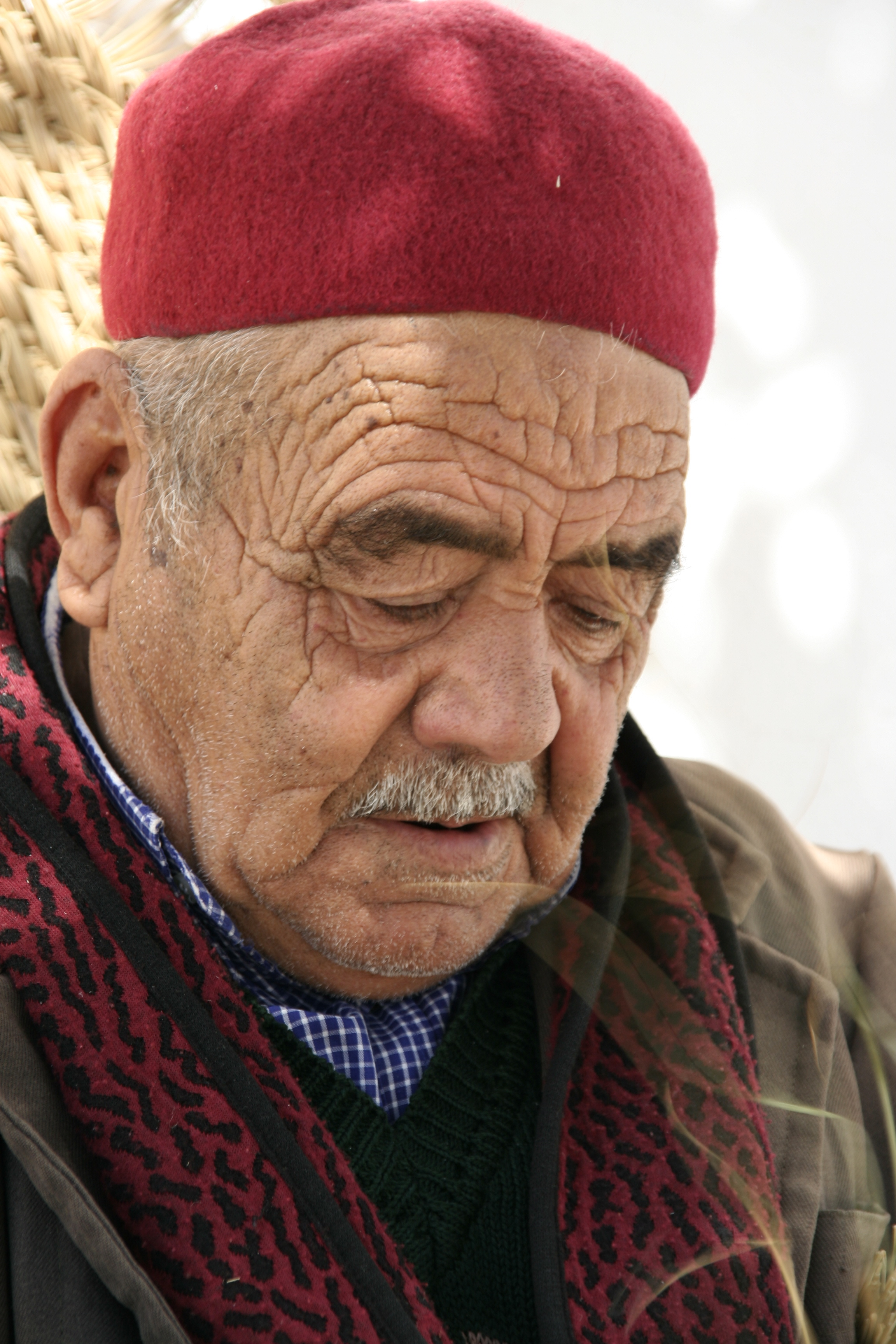
Ancião tunisino envergando uma chéchia

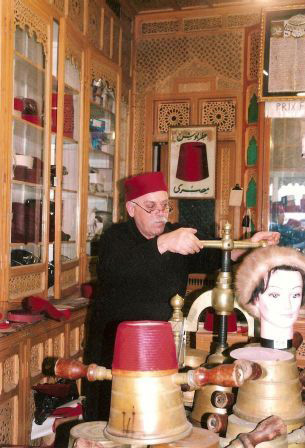
Fabricante de chéchias megidi e chéchias stambouli

A chéchia, chéchoua ou shashia (em árabe: شاشية) é um chapéu tradicional masculino usado por numerosos povos islamizados. É o chapéu nacional da Tunísia.
Aparentada com a boina europeia, a chéchia é basicamente um gorro cilíndrico en forma de barrete. É de cor vermelhão na Tunísia, no leste da Líbia e na região de Bengasi (onde é chamada chenna);[carece de fontes?] no resto da Líbia é negro. Até ao século XIX era frequentemente envolvido por um turbante. Distingue-se do fez principalmente por ser mole e flexível, enquanto que o fez é rígido e em forma de tronco cónico e relativamente alto. No entanto, o fez é também chamado chéchia stambouli ("chéchia de Istambul") e chéchia megidi.[carece de fontes?]
O termo chéchia designava também um gorro longo e mole, adotado por algumas tropas coloniais francesas, nomeadamente os zuavos, tirailleurs e spahis de origem europeia.[carece de fontes?]

## Etimologia
No Magrebe e no Egito, o termo chéchia designa o barrete que se usa na cabeça e em volta do qual durante muito tempo se enrolou uma peça de tecido para formar um turbante. Segundo a tradição, o fabrico desse tipo de chapéu tem origem em Cairuão, no século IX. O seu nome provém do adjetivo derivado de "Shash" (em árabe: شاش; romaniz.: šāš), nome da atual Tashkent, no Uzbequistão. Numa parte da obra do viajante magrebino ibne Batuta (século XIV), referente à sua estadia em Xiraz cerca de 1327, lê-se:
| “ | No dia seguinte, um enviado do rei do Iraque, o sultão Abu Sa'id Bahadur chegou perto do xeque: era Nâcir eddîn Addarkandy, um dos principais emires, originário de Coração. Enquanto se aproximava do xeque, ele retirou da cabeça a sua châchiiah, que os persas chamam calá. | ” |

## História

### Origens

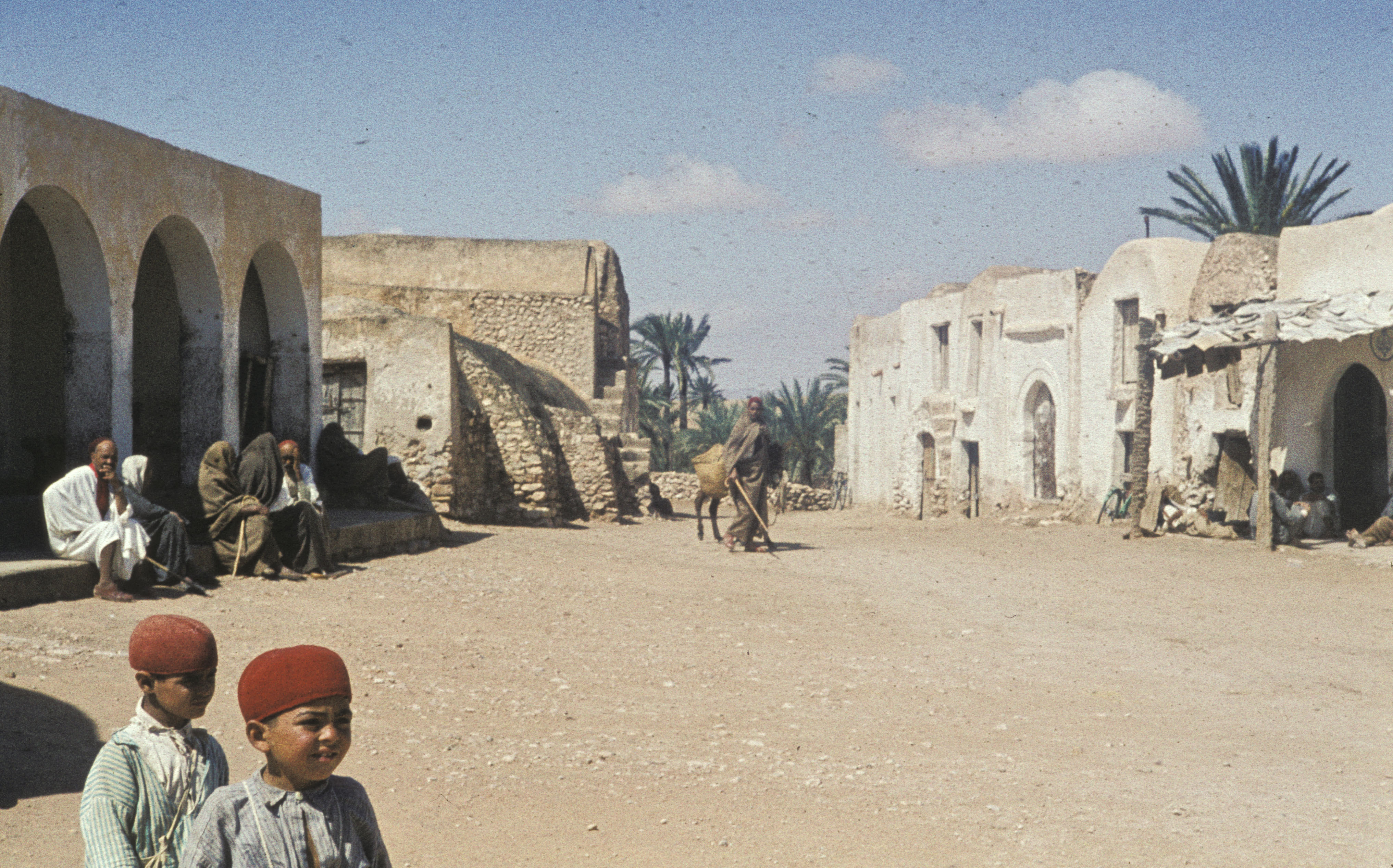
Fotografia de 1960 com duas crianças com chéchias em primeiro plano

No Magrebe, atualmente o termo designa apenas o barrete, como acontecia no Alandalus, onde a chéchia se chamava ghaffara (غفارة). Na Argélia, este termo designava também um barrete feminino. Diego de Haedo relata que as mulheres de uma certa cidade usavam sobre o bnaka (بناقة) três tipos de adereços: «quando assistem a festas e nos casamentos, também trazem na cabeça, sobretudo quando são ricas, um barrete redondo chéchia magnificamente brocado de ouro.»
De forma cilíndrica, a chéchia foi importada na sua forma atual da Espanha para a Tunísia pelos mouros expulsos após a conquista de Granada em 1492. Encontrando na Tunísia uma segunda pátria, eles estabelecem o artesanato da chéchia. O seu fabrico é rapidamente considerado como uma arte refinada e segue tradições muito estritas. Quem desejasse lançar-se nesse ofício particular era sujeito a um exame profundo perante uma comissão designada de artesãos. Confecionado por chaouachis (nome dos fabricantes de chéchias), a chéchia não tarda em ocupar três socos (mercados ou bairros comerciais)  inteiros, construídos em 1691 na almedina de Tunes, de tal forma o seu sucesso é grande, dando trabalho a milhares de pessoas.
A partir dos anos 1920, os independentistas tunisinos começam a usar cada vez mais a "chéchia testouriya", originária de Testour, devido ao seu nome ser semelhante ao do seu partido, o Destour.[carece de fontes?]

### Artesanato em crise

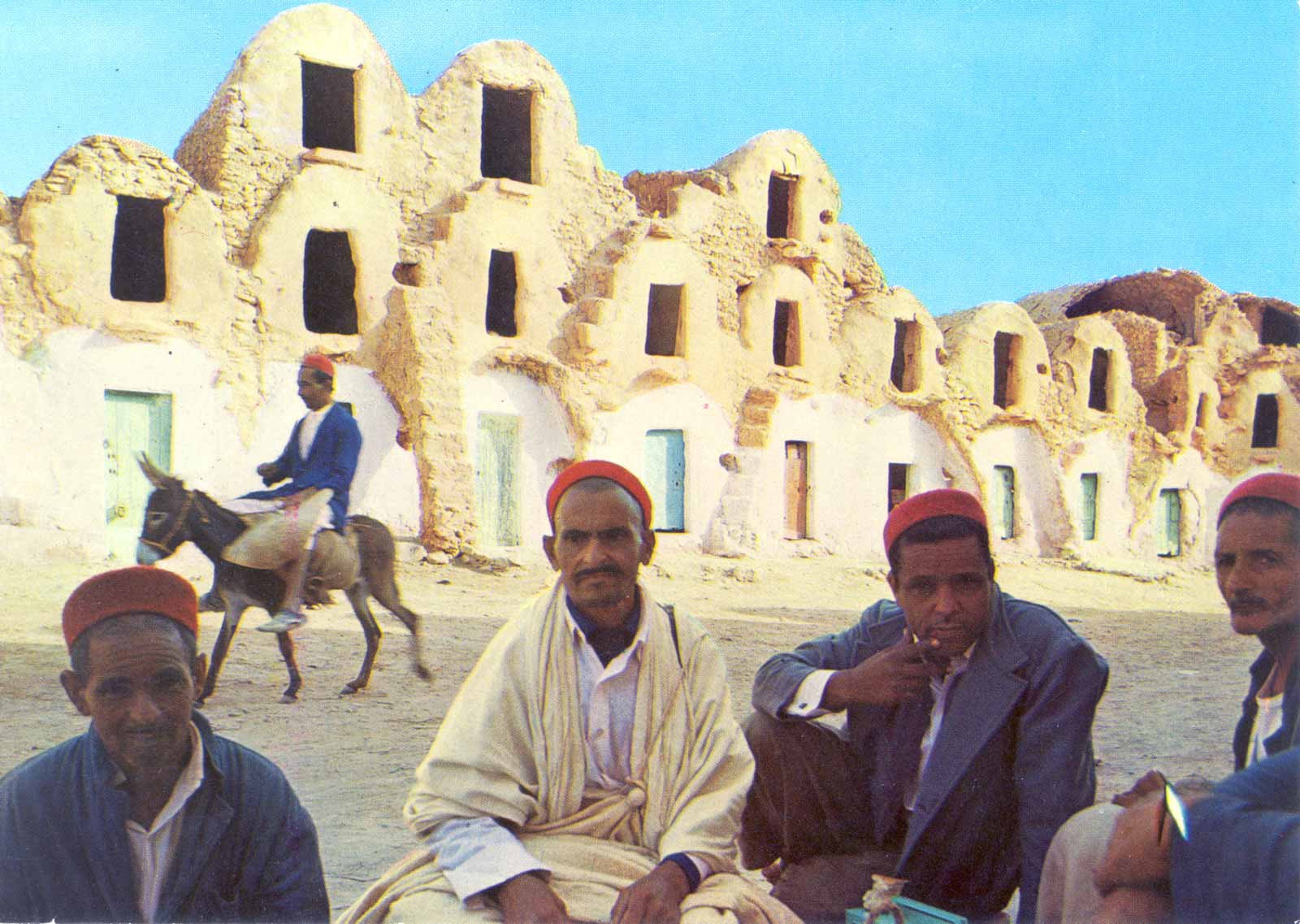
Habitantes de Medenine com chéchias

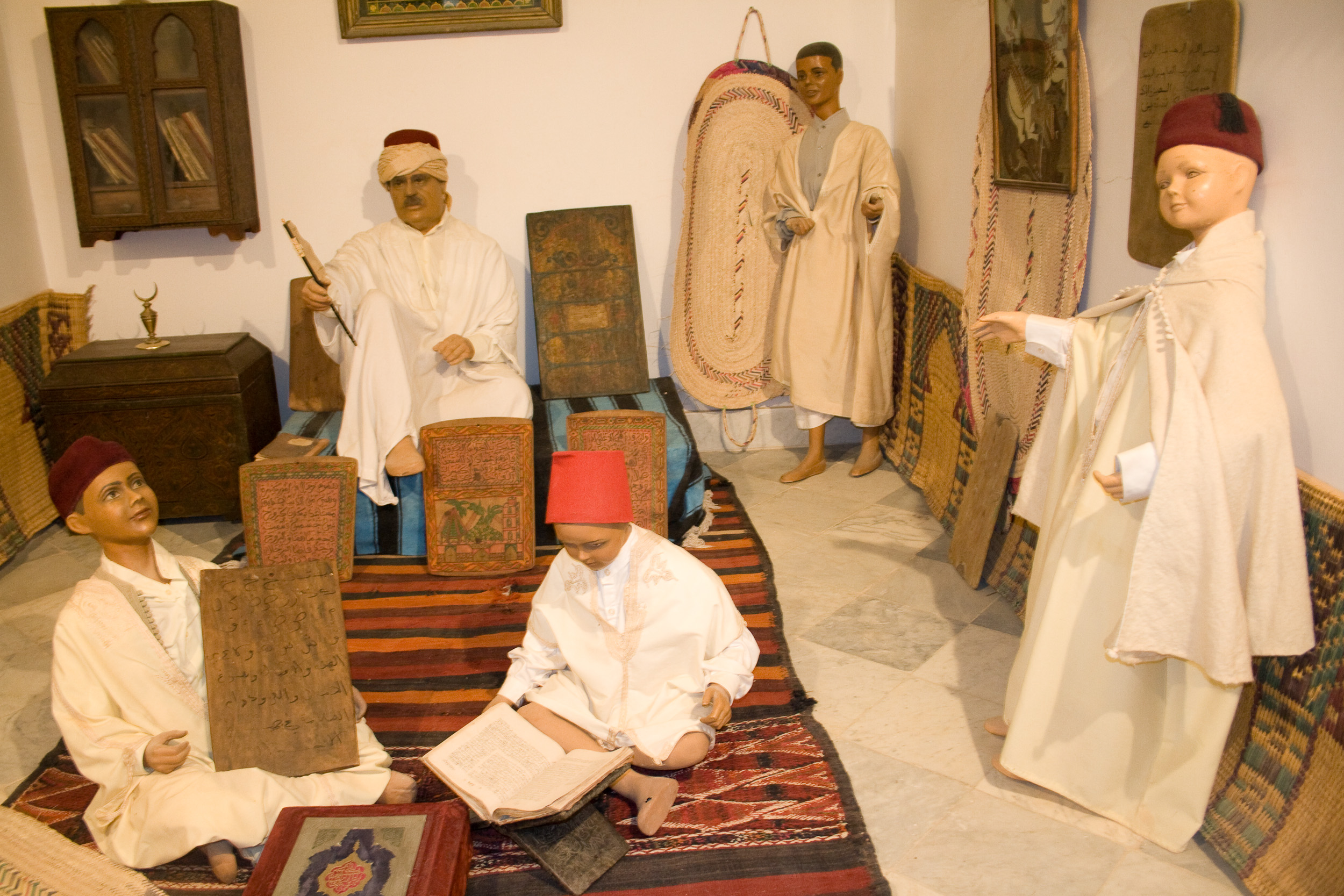
Representação duma madraça (escola corânica) no Museu Dar Cheraït, em Tozeur, com manequins com diversos tipos de chéchia

Depois da independência da Tunísia em 1956, com a chegada de produtos manufaturados e de costumes provenientes do Ocidente, o uso da chéchia tendeu para se limitar aos feriados e festas religiosas; usualmente é associado à terceira idade. Os rendimentos dos fabricantes ressentiram-se disso e muitos viram-se obrigados a abandonar o seu ofício. As gentes que vivem no campo, geralmente mais tradicionalistas, também abandonaram em grande parte o tradicional barrete, substituindo-o por equivalentes mais baratos, de fabrico industrial.
Enquanto alguns setores tradicionalistas reclamam que a inexistência dum programa governamental coerente de apoio à chéchia e aos chaouachis (artesãos) contribui muito para o seu declínio, muitos especialistas vêm como principal causa desse declínio a falta de criatividade e de inovação por parte dos chaouachis. No final dos anos 1990, numa tentativa de revitalizar a sua indústria, numerosos artesãos começaram a fabricar novas variedades de chéchias, com outras cores e decorações, a fim de atraírem clientela mais jovem. Este impulso provocou rapidamente o aumento das exportações de chéchias tunisinas para países africanos. As estatísticas oficiais das exportações de 2007 indicam que 80% da produção de chéchias da Tunísia é exportada, principalmente para a Argélia, Marrocos e Sudão, mas também para o Próximo Oriente e Ásia.[carece de fontes?]

### Fabrico
A chéchia tradicional é feita de lã cardada tricotada por mulheres que confecionam os gorros kabbous. Estes são enviados para a foulage ("esmagamento" em francês), onde são molhados com água quente e sabão e pisados por homens de tal forma que as malhas do tricô passam a ser praticamente impercetíveis. Segue-se a cardadura, que transforma o feltro em veludo penugento. Cada vez mais, a caradadura é substituída pelo uso duma escova metálica. É nesta fase de fabrico que a chéchia é tingida com o típico vermelhão,[carece de fontes?] se bem que mais recentemente também se usem outras cores muito variadas.
A divisão do trabalho e repartição geográfica permitem uma produção artesanal em larga escala conservando a qualidade pela qual a chéchia de Tunes é célebre. No processo de fabrico de uma chéchia participam cerca de uma dúzia de pessoas de diversos pontos do país, escolhidos em função dos seus recursos humanos e materiais:
- Tecelagem da lã: Djerba e Gafsa;
- Tricotagem: Ariana (por mulheres especializadas chamadas kabbasat);
- "Esmagamento": El Batan (nas águas do Medjerda);
- Cardadura: El Alia;
- Tingimento: Zaghouan;
- Forma e acabamentos: Tunes.

A qualidade das águas tem um papel importante, daí a escolha de lugares diferentes para o esmagamento e tingimento.[carece de fontes?]